# Arseniktriklorid
Arseniktriklorid är en kemisk förening av arsenik och klor med formeln AsCl3.

## Framställning
Arseniktriklorid framställs vanligen genom att behandla arseniktrioxid med gasformig saltsyra vid 180 – 200 °C.
{\displaystyle {\rm {As_{2}O_{3}+6\ HCl\rightarrow 2\ AsCl_{3}+3\ H_{2}O}}}
Det kan också framställs genom att förbränna arsenik i en atmosfär av klorgas.
{\displaystyle {\rm {2\ As+3\ Cl_{2}\rightarrow 2\ AsCl_{3}}}}

## Egenskaper
Arseniktriklorid reagerar med vatten och bildar arseniksyrlighet (H3AsO3) och saltsyra.
{\displaystyle {\rm {AsCl_{3}+3\ H_{2}O\rightarrow H_{3}AsO_{3}+3\ HCl}}}
Arseniktriklorid kan tillsammans med arseniktrioxid bilda polymerer på formen nedan.

## Användning
Arseniktriklorid används för att tillverka organiska föreningar med arseniksubstituenter, till exempel lewisit, med även insekticider och läkemedel.
Det används även för ytbehandling av metaller.